# گلالی نور صافی
گلالی نور صافی (زاده ۱۹۵۷ کابل) سیاستمدار افغانستان و نماینده مردم بلخ در دوره‌های پانزدهم و شانزدهم مجلس نمایندگان می‌باشد. ایشان در مجلس شانزدهم نمایندگان افغانستان عضو کمیسیون کمیسیون صحت، تربیت بدنی، مبارزه با مواد مخدر، مسکرات و جوانان می‌باشد.

## زندگی‌نامه
گلالی نور صافی زاده ۱۹۵۷ از ولایت کابل می‌باشد. ایشان تحصیلات مدرسه‌ای خود را در لیسه ثریا در کابل به اتمام رسانیده است. وی تحصیلات عالی خود را در رشته طب از کشور اوکراین ادامه داده و پس از آن در بخش‌های صحت و درمان مشغول به کار بوده است.

## دیگر فعالیت‌ها
دیگر فعالیت‌های ایشان:
- فعالیت در موسسات صحت و درمان.